# 馬拉加 (桑坦德省)
馬拉加是哥倫比亞的城鎮，位於該國東北部，由桑坦德省負責管轄，距離首府布卡拉曼加153公里，始建於1542年，面積61平方公里，海拔高度2,466米，2005年人口18,343。
6°47′N 72°40′W / 6.783°N 72.667°W